# Gramm
Gramm Records fue creada por Ásmundur Jónsson y Einar Örn Benediktsson a principios de 1981. Ubicada en Reikiavik, su primer lanzamiento fue el álbum Tilf, del grupo de música punk Purrkur Pillnikk, liderado por Einar Örn.
Además de los lanzamientos del grupo de Einar, Gramm estuvo a cargo de la edición de otros álbumes en los que se incluyen el grupo legendario Þeyr con un lanzamiento, el grupo británico Psychic TV, Tappi Tíkarrass y KUKL ambos integrados por Björk y The Sugarcubes (liderado por Björk y Einar Örn).
A finales de los años 1980, la discográfica se declaró en bancarrota y más tarde, los miembros de Purrkur Pillnikk junto a otros amigos crearon a Smekkleysa (que posteriormente pasó a llamarse como su equivalente en inglés: Bad Taste) en su reemplazo.

## Lanzamientos de Gramm Records
| Año  | Número de catálogo | Título                                    | Artista |
| ---- | ------------------ | ----------------------------------------- | --- |
| 1981 | Gramm 01           | Tilf                                      | Purrkur Pillnikk |
| 1983 | Gramm 02           | Lunaire                                   | Þeyr |
| 1981 | Gramm 03           | Ekki enn                                  | Purrkur Pillnikk |
| 198? | Gramm 04           | ???                                       | ??? |
| 198? | Gramm 05           | ???                                       | ??? |
| 1982 | Gramm 06           | Googooplex                                | Purrkur Pillnikk |
| 198? | Gramm 07           | ???                                       | ??? |
| 198? | Gramm 08           | ???                                       | ??? |
| 1982 | Gramm 09           | No Time To Think                          | Purrkur Pillnikk |
| 1983 | Gramm 10           | Maskínan                                  | Purrkur Pillnikk |
| 1983 | Gramm 11           | ???                                       | ??? |
| 1983 | Gramm 12           | ???                                       | ??? |
| 1983 | Gramm 13           | ???                                       | ??? |
| 1983 | Gramm 14           | Clarinet Concerto                         | Áskell Másson |
| 1983 | Gramm 15           | ???                                       | ??? |
| 1983 | Gramm 16           | Miranda!                                  | Tappi Tíkarrass |
| 1983 | Gramm 17           | Söngull                                   | KUKL |
| 198? | Gramm 18           | ???                                       | ??? |
| 198? | Gramm 19           | ???                                       | ??? |
| 198? | Gramm 20           | ???                                       | ??? |
| 198? | Gramm 21           | ???                                       | ??? |
| 198? | Gramm 22           | ???                                       | ??? |
| 1984 | Gramm 23           | Those Who Do Not                          | Psychic TV |
| 198? | Gramm 24           | ???                                       | ??? |
| 198? | Gramm 25           | ???                                       | ??? |
| 198? | Gramm 26           | ???                                       | ??? |
| 198? | Gramm 27           | ???                                       | ??? |
| 198? | Gramm 28           | No Pain                                   | Ornamental |
| 198? | Gramm 29           | ???                                       | ??? |
| 198? | Gramm 30           | ???                                       | ??? |
| 1987 | Gramm 31           | [[Skytturnar (banda sonora)\|Skytturnar]] | Compilado: entre ellos The Sugarcubes, ???. Banda sonora de la película [[Skyturnar (película)\|Skyturnar]], dirigida por Friðrik Þór Friðriksson |
| 1987 | Gramm 32           | ???                                       | ??? |
| 1987 | Gramm 33           | ???                                       | ??? |
| 1987 | Gramm 34           | Loftmynd                                  | Megas |
| 198? | Gramm 35           | ???                                       | ??? |
| 1988 | Gramm 36           | Höfuðlausnir                              | Megas |
| 198? | Gramm 37           | ???                                       | ??? |
| 198? | Gramm 38           | ???                                       | ??? |
| 198? | Gramm 39           | ???                                       | ??? |
| 198? | Gramm 40           | Eddukvæði                                 | Sveinbjörn Beinteinsson |
| 198? | Gramm ??           | Blús fyrir Rikka                          | Bubbi Mortens |
| 198? | Gramm ??           | Lili Marlene                              | Das Kapital |
| 198? | Gramm ??           | Möndlur                                   | Hrím |
| 198? | Gramm ??           | Rás 5-20                                  | Íkarus |
| 198? | Gramm ??           | Svonatorrek                               | Jonee Jonee |
| 198? | Gramm ??           | Blar Azzure                               | Jonee Jonee |
| 198? | Gramm ??           | Hringurinn                                | Lárus Grímsson |
| 198? | Gramm ??           | The Dirty Dan Project                     | Music Concrete |
| 198? | Gramm ??           | Djöfuls ég                                | P.P. |
| 198? | Gramm ??           | Pakk                                      | Pakk |
| 198? | Gramm ??           | QYU                                       | Q4U |
| 198? | Gramm ??           | Lif                                       | Stanya |
| 198? | Gramm ??           | Listir Með Orma                           | Svart Hvitur Draumur |
| 198? | Gramm ??           | The Boys from Chicago                     | Íkarus |
| 1982 | Gramm ??           | Skítseiði                                 | Vonbrigði |
| 1983 | Gramm ??           | Kakofonia                                 | Vonbrigði |